# Anthony Morse

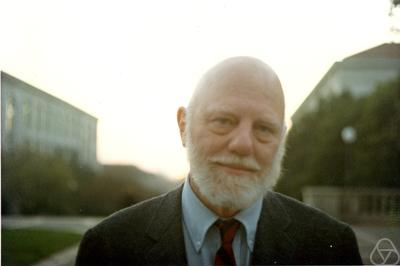
Anthony Perry Morse, Berkeley 1968

Anthony Perry Morse (* 21. August 1911 in Ithaca, New York; † 6. März 1984) war ein US-amerikanischer Mathematiker, der sich mit Topologie, Analysis und speziell Maßtheorie befasste.

## Leben
Morse ging in Ithaca (New York) zur Schule, studierte an der Cornell University und wurde 1937 bei Clarence Raymond Adams an der Brown University promoviert (Convergence in variation and related topics). Als Post-Doktorand war er zwei Jahre (bis 1939) am Institute for Advanced Study und dann an der University of California, Berkeley, wo er Professor wurde. Im Zweiten Weltkrieg arbeitete er als Ballistiker auf dem Aberdeen Proving Ground, wo er unter anderem ballistische Tafeln für Luft-Boden-Raketen entwickelte. Der Höhepunkt seines Einflusses in Berkeley war Anfang der 1950er Jahre, als er ein enges Verhältnis zu seinen Graduate-Studenten entwickelte und auch im gesellschaftlichen Leben der Universität eine große Rolle spielte. Das änderte sich 1960 nach seiner zweiten Heirat, als er von Berkeley nach Orinda zog. Er war seltener auf dem Campus, während gleichzeitig die Mathematikfakultät stark diversifizierte und von anderen Mathematikern dominiert wurde. 1972 ging er in den Ruhestand.
In der McCarthy-Ära war er einer der 29 Fakultätsmitglieder in Berkeley, die den Loyalitäts-Eid verweigerten. (Dazu zählten auch  Ernst Kantorowicz und Gian Carlo Wick).

## Werk
Er ist für die Morse-Kelly-Mengenlehre bekannt, eine Axiomatisierung der Mengenlehre die von John L. Kelley (im Anhang seines Buches General Topology von 1955) und Anthony Morse eingeführt wurde (von Morse dargestellt 1965 in seinem Buch A theory of sets, allerdings in einer eigenwilligen Notation). Die Theorie wurde schon von Hao Wang 1949 dargestellt und benutzt Ideen von Willard Van Orman Quine. Die Theorie ist eine Erweiterung der Zermelo-Fraenkel-Mengenlehre und mit der Neumann-Bernays-Gödel-Mengenlehre verwandt und enthält wie diese als Elemente außer Mengen auch Klassen.
Der Satz von Sard (Arthur Sard 1942) der Differentialtopologie wird manchmal zusätzlich nach Morse benannt, da er 1939 einen Spezialfall bewies, der ihm damals große Anerkennung verschaffte. In der Maßtheorie bewies er 1943 mit Herbert Federer den Satz von Federer und Morse.  Sei {\displaystyle f\colon X\to Y} eine surjektive stetige Abbildung zwischen kompakten metrischen Räumen {\displaystyle X,Y}. Dann gibt es eine Borelmenge {\displaystyle Z\subset X} so dass die Restriktion von f auf {\displaystyle Z} eine bijektive Abbildung von {\displaystyle Z} auf {\displaystyle Y} ist.
Er leistete auch Beiträge zum Banach-Tarski-Paradoxon, indem er zeigte, dass es in der Ebene für eine breite Klasse von Mengen keine solche paradoxe Zerlegung gibt wie im dreidimensionalen Raum.
Zu seinen Doktoranden zählen Herbert Federer und Woody Bledsoe.
In der Mathematik legte er auch über das sonst Übliche hinaus Wert auf formale Exaktheit und betrachtete sich als Werkzeugmacher von exakten Systemen der Grundlagen der Mathematik (Mengenlehre, Logik). Dabei sollten seine formalen Systeme auch Computer-programmierbar sein. Das Motiv stand auch hinter seiner Entwicklung der Morse-Kelly-Mengenlehre in den 1960er Jahren, er arbeitete daran aber jahrzehntelang bis zu seinem Tod.

## Sonstiges
Sein Vater war ein sehr erfolgreicher Erfinder und auch Morse entwickelte und bearbeitete die Installationen in so gut wie jedem Haus, welches er selbst bewohnte. Er wurde in Berkeley sogar von einem Installateur beauftragt, ein von Morse selbst entwickeltes Heizungssystem in dessen eigenem Haus mit einzubauen.

## Schriften
- A theory of sets, Academic Press 1965, 2. Auflage 1986